# Rez (Einheit)
Rez war ein französisches Gewichtsmaß für Getreide. Es sollte etwa ½ Scheffel Roggen  in Pfund entsprechen. Das Maß wurde, wie Rezal, durch metrische Maße verdrängt.
- Philippeville 1 Rez = 52 ½ Pfund
- Givet 1 Rez = 42 Pfund